# Buriadia
Buriadia es un género que existía en el Carbonífero al Pérmico. Plantas vasculares que se reproducen por semilla y sólo tenía el un especie tipo Buriadia heterophylla. Dio origen a la familia Buriadiaceae.

## Ubicación
En geoparque Paleorrota, ubicada en Brasil, que se encuentra raros ramas del género Buriadia, que son de la Formación Río Bonito y fecha de Sakmariense en el Pérmico.